# FK Spoetnik Retsjitsa
FK Spoetnik Retsjitsa (Wit-Russisch: ФК Спадарожнік Рэчыца) is een Wit-Russische voetbalclub uit Retsjitsa.
De club werd in 2017 opgericht na de teloorgang van Retsjitsa-2014. De club begon met een vijfde plaats in de Droehaja Liga en werd in 2018 derde. Na een fusie tussen twee clubs, kwam er een plaats vrij op het tweede niveau en Sputnik promoveerde. In 2020 werd Spoetnik kampioen in de Persjaja Liga en promoveerde naar het hoogste niveau; de Vysjejsjaja Liga. Daar trok de club zich vanwege financiële problemen halverwege het seizoen op 14 juli 2021 terug uit de competitie.

## Erelijst
- Persjaja Liga: 2020

BATE Barysaw · 
Dynamo Brest ·
Dinamo Minsk · 
Enerhetyk-BGOE Minsk ·
Homel · 
Islotsj · 
FK Minsk ·
Neman Grodno · 
Roech Brest ·
Sjachtsjor Salihorsk · 
Smarhon ·
Sloetsk · 
Slavija Mazyr · 
Sputnik Retsjitsa · 
Tarpeda-BelAZ · 
Vitebsk